# 1953年飓风芭芭拉
飓风芭芭拉（英語：Hurricane Barbara）是1953年大西洋飓风季第二个获命名的热带气旋，于8月11日经巴哈马南侧的东风波发展而成。气旋向北移动，于次日达到飓风标准，之后所达最高强度在现代萨菲尔-辛普森飓风等级下属二级飓风标准。风暴登陆北卡罗莱纳州东部后又回到海上，经过新英格兰东南海域后于8月16日消散。
这场飓风造成的破坏程度很轻，损失总额约为130万美元（1953年美元，相当于2025年的1528萬美元），其中大部分是北卡罗莱纳州和弗吉尼亚州的农作物损失。芭芭拉致使美国东部七人死亡，其中两人因电缆中断触电身亡，另有多人受伤，气旋还引发多起交通事故。加拿大大西洋省份近海有一艘小船沉没，船上两人遇难。

## 气象历史
飓风芭芭拉源自离开非洲西岸并向西穿越大西洋的东风波。这股东风波起初朝古巴行进，强度一直很弱，但到了8月10日，观测数据表明古巴东部上空已形成闭合环流中心。系统北上期间略有增强，于8月11日逼近巴哈马伊柳塞拉岛，并且此时已组织成热带风暴。芭芭拉当天持续强化，侦察机次日在风暴东北象限测得每小时120公里风速，向西南象限风速依然偏弱，结构杂乱无章。气象机构估计气旋于协调世界时这天中午12点成为飓风。
芭芭拉朝西北偏北移动并继续发展，8月13日清晨逼近北卡罗莱纳州东部期间，风暴强度达到现代萨菲尔-辛普森飓风等级下的二级飓风标准。不久，气旋在哈特拉斯角（Cape Hatteras）南面达到风力时速175公里的最高强度。当晚，飓风从海德县奥克拉科克（Ocracoke）和加特利县莫尔黑德城（Morehead City）之间经过北卡罗莱纳州外滩群岛上空。芭芭拉在北上期间逐渐减弱，并因高压脊形成回转向东返回大西洋。从中大西洋地区和新英格兰东南近海掠过后，风暴又经过马萨诸塞州鳕鱼角并开始加速朝东北前进。
气旋逼近加拿大海洋省份期间开始转变成温带气旋，并于8月15日在新斯科舍以南近海完成转变。不过，加拿大飓风中心此时依然认为芭芭拉属热带天气系统，直到转向北上并于8月16日吹袭新斯科舍东部时才变成温带气旋。风暴东南方向此时发展出低压槽，随后又从纽芬兰岛西侧近海经过。受低压槽影响，这片海域形成另一个低气压区，其间芭芭拉还在快速北上，但中心逐渐发展的同时移动速度也随之放缓。新低气压区迅速强化，强度逐渐超越芭芭拉。芭芭拉在纽芬兰岛古斯湾（Goose Bay）附近基本停止前进并且完全失去热带天气系统特征，最终于8月16日晚逐渐消散。

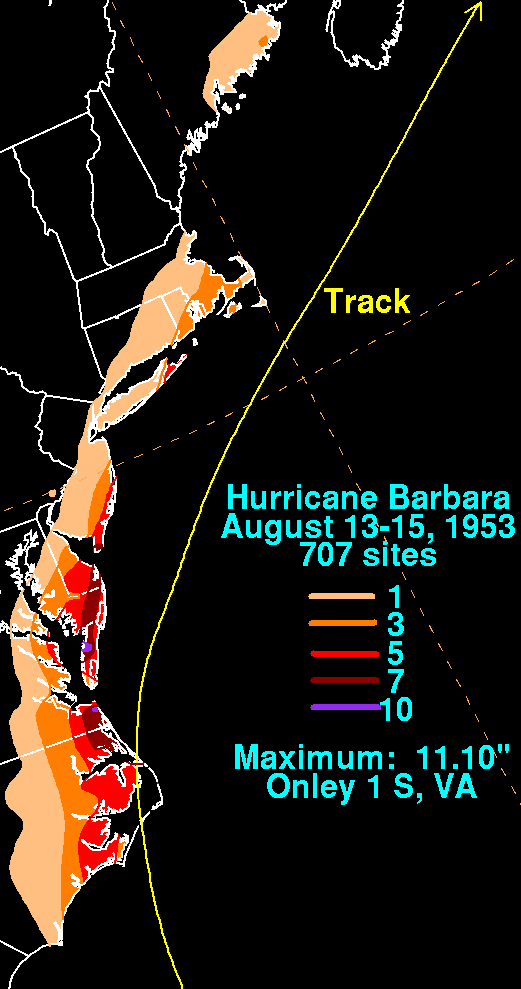
飓风芭芭拉的降水分布

## 防灾措施和影响
美国国家气象局在飓风开始影响陆地前向南卡罗莱纳州默特尔比奇至北卡罗莱纳州哈特拉斯角发布东北风暴警告，还建议风暴期间小型船只留在港口不要出海。外滩群岛部分岛屿接获撤离令，数以千计的游客自愿离开沿海地区前往更安全的地点。整场飓风共促使约五万人疏散。更偏北面的纽约州长岛出动海岸警卫队，敦促人们不要下海游泳。
陆地上以北卡罗莱纳州柯里塔克县的科因约克（Coinjock）所测气压最低，只有988毫巴（百帕，29.19英寸汞柱），阵风时速则以哈特拉斯（Hatteras）和戴尔县纳格斯黑德（Nags Head）最高，达到140公里。该州降下暴雨，并以纳格斯黑德雨量最高，超过230毫米，但这项数据没有得到正式途径确认，降雨范围还向北延伸到弗吉尼亚州。整场飓风在弗吉尼亚州阿可麦克县昂利（Onley）的降水最多，达280毫米。海上有一艘货轮的发动机在气旋来袭期间失灵。经过新英格兰东南海域期间，芭芭拉产生时速97公里大风。
沿海地区部分道路和房屋被淹，狂风致使树木倒塌，供电线缆中断，部分城镇同外界的通讯中断。狂风刮倒的部分树木很粗，曾经历1944年大西洋大飓风的考验。风雨交加下，部分农作物和建筑受到一定程度破坏。整场飓风对沿海地区造成的破坏程度属轻到中等，估计经济损失总额约为130万美元（1953年美元，相当于2025年的1528萬美元），其中大部分属庄稼损失。切里角海军陆战队航空基地有四名海军陆战队员受伤，海岸警卫队也有一名工作人员受伤。新汉诺威县赖茨维尔比奇（Wrightsville Beach）有一人被风刮落码头后死亡。美国国家气象局的报告认为这是芭芭拉直接引发的唯一一起人员丧生事故。不过，多份报纸刊登的文章认为气旋还致使多人遇难，有一篇报导认为风暴共夺走七条人命，其中两人触电身亡。飓风产生的降水在更北面的新泽西州和纽约引发交通事故，造成四人死亡。此外，纽约有一名男子在固定船只时心脏病发去世，属风暴间接导致的人员丧生事故。大西洋城有部分店面受损。受气旋影响，南塔克特沿海地区多艘船只搁浅，但整体破坏程度很轻。
加拿大大西洋省份近海的纽芬兰大浅滩有一艘小船沉没，船上两人遇难。加拿大本土海岸沿线船只收到通知，建议船主风暴期间留在港口，不要出海。芭芭拉在当地产生的风速达到热带风暴强度，并以登岸期间风速最高，达到每小时102公里。